# Decenniets mästerkock
Decenniets mästerkock är en jubileumssäsong av Sveriges mästerkock som sändes hösten 2020 på TV4 med programtiden 20:00 på måndagar. Juryn bestod återigen av Leif Mannerström, Markus Aujalay och Mischa Billing. Deltagarna utgjordes av åtta tidigare vinnare från Sveriges mästerkocks tio säsonger. Louise Johansson (vinnaren av säsong 1) och Erik Hammar (vinnaren av säsong 8) deltog inte.

## Deltagare
| Deltagare        | Ålder | Bostad | Säsong    | Resultat  |
| ---------------- | ----- | ------ | --------- | --------- |
| Sigrid Bárány    |       |        | 2 (2012)  | 7:e plats |
| Jennie Walldén   |       |        | 3 (2013)  | 6:e plats |
| Amir Kheirmand   |       |        | 4 (2014)  | 8:e plats |
| Sandra Mastio    |       |        | 5 (2015)  | 4:e plats |
| Catarina König   |       |        | 6 (2016)  | 1:a plats |
| Klara Lind       |       |        | 7 (2017)  | 2:a plats |
| Gabriel Jonsson  |       |        | 9 (2019)  | 3:e plats |
| Sofia Henriksson |       |        | 10 (2020) | 5:e plats |

## Sammanfattning
| Plats | Deltagare | Avsnitt | Avsnitt | Avsnitt | Avsnitt | Avsnitt | Avsnitt | Avsnitt | Avsnitt | Avsnitt | Avsnitt | Avsnitt | Avsnitt | Avsnitt | Avsnitt | Avsnitt |
| Plats | Deltagare | 1       | 2       | 2       | 3       | 3       | 4       | 4       | 5       | 5       | 6       | 6       | 7       | 7       | 8       | 8       |
| ----- | --------- | ------- | ------- | ------- | ------- | ------- | ------- | ------- | ------- | ------- | ------- | ------- | ------- | ------- | ------- | ------- |
| 1     | Catarina  | Inne    | Inne    | Låg     | Bäst    | Inne    | Inne    | Inne    | Bäst    | Inne    | Inne    | Inne    | Inne    | Inne    | Inne    | Vinnare |
| 2     | Klara     | Inne    | Bäst    | Inne    | Inne    | Inne    | Inne    | Inne    | Bäst    | Inne    | Inne    | Inne    | Inne    | Bäst    | Inne    | Tvåa    |
| 3     | Gabriel   | Inne    | Inne    | Inne    | Inne    | Bäst    | Inne    | Inne    | Inne    | Inne    | Inne    | Låg     | Bäst    | Inne    | Elim    |         |
| 4     | Sandra    | Inne    | Inne    | Låg     | Inne    | Inne    | Bäst    | Inne    | Inne    | Låg     | Bäst    | Inne    | Inne    | Elim    |         |         |
| 5     | Sofia     | Inne    | Bäst    | Inne    | Bäst    | Inne    | Inne    | Inne    | Inne    | Låg     | Inne    | Elim    |         |         |         |         |
| 6     | Jennie    | Inne    | Inne    | Inne    | Inne    | Inne    | Inne    | Elim    |         |         |         |         |         |         |         |         |
| 7     | Sigrid    | Inne    | Inne    | Bäst    | Inne    | Elim    |         |         |         |         |         |         |         |         |         |         |
| 8     | Amir      | Inne    | Bäst    | Elim    |         |         |         |         |         |         |         |         |         |         |         |         |

## Tävlingar
Avsnitt 1
Huvudtävling. Uppgiften under den första tävlingen var att visa upp vem man har blivit som matlagare efter vinsten med en signaturrätt. Ingen åkte ut i första programmet efter tävlingen. 
Avsnitt 2
Huvudtävling. Tävlingen bestod i att den tidigare deltagaren Jessica Frej (säsong 1) hade satt ihop en matkasse. Deltagarna skulle laga en valfri rätt utifrån de 15 ingredienser som fanns att tillgå. Vinnaren fick en fördel till elimineringstävlingen.
Elimineringstävling. Tävlingen gästades av Filip Poon (säsong 5) som lagat en vegetarisk gryta. Uppgiften var att identifiera de 15 ingredienserna som fanns i grytan, ett så kallat "smaktest". Den deltagaren som prickat in minst rätt på längst tid fick lämna tävlingen.
Avsnitt 3
Huvudtävling. Tävling var att efterlikna en varmrätt med gös som huvudråvara lagad av Leif Mannerström och Markus Aujalay. Tävlingstiden var 60 minuter. Vinnaren fick en fördel i elimineringstävlingen.
Elimineringstävling. Varje deltagare fick varsin köksmaskin att använda till sin rätt. Tävlingstiden var 75 minuter. Förloraren fick lämna tävlingen.
Avsnitt 4
Huvudtävling. Paul Kühlhorn, från säsong 6, gästade programmet och uppgiften var att laga en varmrätt med Pauls signatur-tema - fritering. Vinnaren fick en tidsfördel i elimineringstävlingen.
Elimineringstävling. Deltagarna fick 60 minuter på sig att laga en varmrätt med rester från tidigare tävlingar. Förloraren fick lämna tävlingen.

## Källhänvisningar
1. ↑  ”Decenniets mästerkock – Vem är bäst av de bästa? - Sveriges mästerkock”. TV4. https://www.tv4.se/sveriges-m%C3%A4sterkock/artiklar/decenniets-m%C3%A4sterkock-vem-%C3%A4r-b%C3%A4st-av-de-b%C3%A4sta-5f363baf24bc6297c911b3de. Läst 5 oktober 2020.